# بد ریلیجین
بَد ریلیجین (به انگلیسی: Bad Religion) یک گروه پانک راک آمریکایی است که در سال ۱۹۷۹ بنیان گذاشته شد. اعضای بنیان‌گذار بَد ریلیجین جی بنتلی (باسیست)، گرگ گرافین (خواننده)، برت گیورویتز (گیتاریست) و جی زیسکراوت (درامر) بودند. از بَد ریلیجین به‌عنوان گروهی که باعث ادامهٔ حیات پانک راک شد و تأثیر قابل توجهی بر گروه‌های هم‌سبک پس از خود گذاشت یاد می‌شود. ترکیب اعضای گروه، طی ۳ دهه فعالیت بارها دست‌خوش تغییر شده‌است و گرافین تنها عضو ثابت گروه طی این سال‌ها بوده‌است، گرچه در حال حاضر گیورویتز و بنتلی هم در گروه فعال هستند.
بد ریلیجین تا به امروز ۱۴ آلبوم استودیویی، ۲ ای‌پی، ۳ آلبوم گردآوری‌شده، ۲ آلبوم کنسرت و ۲ دی‌وی‌دی منتشر کرده‌اند. اغلب آلبوم‌های بد ریلیجین با لیبل اپیتف رکوردز که گیورویتز مالک آن است منتشر شده‌اند. آثار بَد ریلیجین تا به امروز بیش از ۵ میلیون نسخه فروش داشته‌است و-با توجه به این‌که آن‌ها آثارشان را با لیبل نشر مستقل منتشر می‌کنند- از موفق‌ترین گروه‌های پانک راک مستقل تاریخ به‌شمار می‌آیند.

## آلبوم‌ها

### استودیویی
| نام آلبوم                       | معنی نام            | تاریخ پخش |
| ۱. ‏How Could Hell Be Any Worse?‎ |                     | ۱۹۸۲      |
| ۲. Into the Unknown             | به‌سوی گمنامی        | ۱۹۸۳      |
| ۳. Suffer                       | رنج                 | ۱۹۸۸      |
| ۴. No Control                   | بدون کنترل          | ۱۹۸۹      |
| ۵. Against the Grain            | علیه جوانه‌زدن       | ۱۹۹۰      |
| ۶. Generator                    | زاینده              | ۱۹۹۲      |
| ۷. Recipe for Hate              | دستورالعمل کینه‌ورزی | ۱۹۹۳      |
| ۸. Stranger Than Fiction        | عجیب‌تر از افسانه    | ۱۹۹۴      |
| ۹. The Gray Race                | نژاد خاکستری        | ۱۹۹۶      |
| ۱۰. No Substance                | بدون جوهر           | ۱۹۹۸      |
| ۱۱. The New America             | آمریکای جدید        | ۲۰۰۰      |
| ۱۲. The Process of Belief       | فرایند باورمندی     | ۲۰۰۲      |
| ۱۳. The Empire Strikes First    |                     | ۲۰۰۴      |
| ۱۴. New Maps of Hell            | نقشه‌های جدید جهنم   | ۲۰۰۷      |
| ۱۵. The Dissent of Man          | دگراندیشی انسان     | ۲۰۱۰      |